# Thomas Robertson (navigateur)
Pour les articles homonymes, voir Thomas Robertson.
Thomas Robertson (Peterhead, Aberdeenshire, 8 juillet 1854-Dundee, 14 décembre 1918) est un navigateur et explorateur de l'Antarctique britannique.

## Biographie
Il commence sa carrière dans la marine marchande et voyage en Australie et en Chine. En 1879, il s'engage sur des navires baleiniers et fait campagne dans l'est du Groenland, à Jan Mayen et dans le détroit de Davis.
Devenu capitaine de baleiniers, il navigue dans les mers arctiques et antarctiques. En 1892-1893, il commande l' Active lors de la Dundee Antarctic Expedition dont le but était de découvrir de nouveaux terrains de chasse et découvre l'île Dundee (8 janvier 1893).
En 1897, capitaine du Balaena, il visite l'archipel François-Joseph avec William Speirs Bruce.
Capitaine du Scotia (1902-1904), il dirige une nouvelle expédition en mer de Weddell en Antarctique et, en récompense du succès de ce voyage, reçoit une médaille d'argent de la part d'Ernest Shackleton à la Royal Scottish Geographical Society (15 octobre 1904).
Il travaille ensuite dans un service météorologique et hydrographique.

## Hommage
L'île Robertson dans l'archipel François-Joseph a été nommée en son honneur.